# Opération Jéricho
Pour les articles homonymes, voir Jéricho (homonymie).
Seconde Guerre mondiale
Batailles
Front d'Europe de l'Ouest
- Campagnes du Danemark et de Norvège
- Bataille de France
- Bataille de Belgique
- Bataille des Pays-Bas
- Bataille d'Angleterre
- Blitz
- Opération Myrmidon
- Opération Ambassador
- Raid de Dieppe
- Sabordage de la flotte française à Toulon
- Bataille aérienne de Berlin
- Bataille de Normandie
- Débarquement de Provence
- Libération de la France
- Campagne de la ligne Siegfried
- Bataille du Benelux
- Poche de Breskens
- Bataille des Vosges (Bruyères)
- Bataille des Ardennes
- Bataille de Saint-Vith
- Siège de Bastogne
- Opération Bodenplatte
- Opération Nordwind
- Campagne de Lorraine
- Bataille d'Alsace (Forêt de la Hardt, Poche de Colmar Jebsheim)
- Campagne d'Allemagne
- Raid de Granville
- Libération d'Arnhem
- Bataille de Groningue
- Insurrection géorgienne du Texel
- Bataille de Slivice
- Capitulation allemande

Front d’Europe de l’Est

Campagnes d'Afrique, du Moyen-Orient et de Méditerranée

Bataille de l’Atlantique

Guerre du Pacifique

Guerre sino-japonaise

Théâtre américain

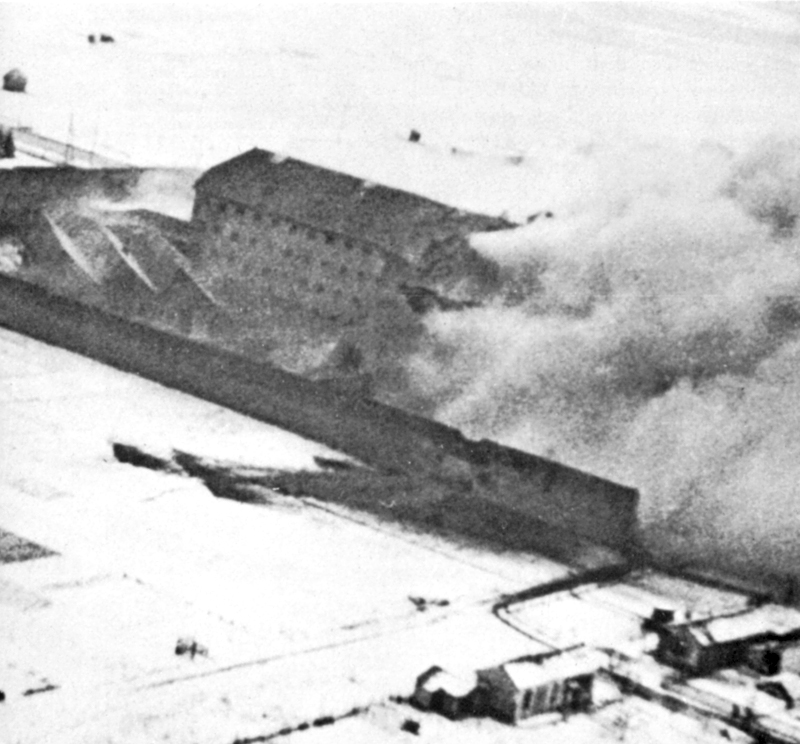
La prison d'Amiens après le bombardement.

L’opération Jéricho est le nom donné à un raid aérien effectué pendant la Seconde Guerre mondiale, le 18 février 1944 par la Royal Air Force (la RAF) qui bombarde la prison d'Amiens, afin officiellement de libérer des agents secrets alliés et des résistants français. Cette opération fait près de 100 morts parmi les prisonniers.

## Organisation de l'opération
Officiellement, l'opération est menée pour permettre l'évasion  d'agents secrets alliés et de résistants français prisonniers de la prison ; il est même précisé que l'exécution de certains d'entre eux est prévue le 19 février.
L'opération était connue sous le nom de Ramrod 564, parfois surnommée « opération Renovate », du nom du mot-code devant éventuellement en marquer l'abandon en cours d'action. Le nom Jéricho n'apparait qu'après le conflit, en 1946, lorsque la RAF diffuse sous ce nom un film retraçant ces évènements.

### Attaque
L'attaque est organisée pour être menée par trente deux avions de la RAF :
- dix-huit Mosquito FB Mk VI du Wing 140[2] ;
- couverts par quatorze Hawker Typhoons des Squadrons 174 et 245[2], conduits par le pilote belge Raymond Lallemant, dont le sobriquet était « Cheval[b] ».

Les Mosquitos sont répartis en trois vagues, la troisième étant chargée de combler toute déficience potentielle des deux premières, qui ont des objectifs plus précis. Toutefois, les conditions météorologiques sont mauvaises, et sept Typhoons et six Mosquitos, après avoir perdu de vue leur convoi, repartent à leur point de départ. Il ne reste plus que dix-neuf appareils pour la suite de l'opération. La Luftwaffe réagit avec les Fw 190 A7 du 7./JG 26 qui abattent à Saint-Gratien le Mosquito du commandant de l'attaque et un Typhoon de l'escorte.
Sur les 40 bombes lancées, 23 tombent dans l'enceinte de la prison, tandis que 13 autres ne ratent l'objectif que de peu. Le bâtiment principal est gravement touché, une énorme plaque de béton s'effondre et une centaine de prisonniers sont tués sur un total de 700 prisonniers, détenus de droit commun et politiques. Les quatre dernières bombes ne font des dégâts qu'à une distance de 250 à 700 mètres de la prison. Un autre Mosquito Mk IV de la RAFFPU (en) filme la prison après le raid.
Peu de prisonniers s'évadent car ils craignent d'être repris rapidement et exécutés par la police allemande, ou redoutent des représailles à l'encontre de leurs proches[réf. nécessaire]. Il est indiqué que 250 prisonniers profitent de la destruction de l'enceinte pour prendre la fuite.
Un second Mosquito est touché au retour de l'opération, le navigateur étant tué, et son pilote fait prisonnier ; enfin, un second Typhoon disparaît au-dessus de la Manche.

### Participation de la résistance française
Deux combattants français, plus tard compagnons de la Libération, sont impliqués dans l'opération : Dominique Ponchardier, un des chefs du réseau de renseignements « Sosie » qui propose l'opération aux Anglais et qui participe, avec quelques résistants, à l'évacuation de prisonniers après l'attaque[réf. nécessaire], et Philippe Livry-Level, navigateur à bord de l'un des Mosquitos.

## Analyses après guerre

### Justification
En 1969, l'émission de télévision Les Dossiers de l'écran, commentant le film de Henri Calef Jéricho, ouvre un débat sur la moralité de l'opération : sauver une trentaine de résistants était-il une justification suffisante pour monter une opération qui se solda par une centaine de morts, presque uniquement des prisonniers français ? 
Le colonel Rémy, qui rapporte dans son ouvrage L'opération Jéricho le témoignage de Philippe Livry-Level, et René Chapelle, alors adjoint de Dominique Ponchardier au réseau Sosie, défendent la justesse de l'opération face aux rescapés du bombardement, dont les opinions sont plus partagées.

### Une opération liée à Fortitude?
En 1997, l'écrivain picard Michel Talon lie une première fois l'opération Jéricho et l'opération Fortitude, cette dernière étant destinée à induire en erreur les services de renseignement allemands sur le lieu réel du débarquement allié, prévu pour la fin du printemps.
En 2005, Jean-Paul Ducellier, auteur d'ouvrages sur les opérations aériennes de 1939 à 1944, publie à son tour une analyse remettant en cause les buts officiels de l'opération Jéricho. En l'absence de condamnés à mort dans la prison au moment de l'attaque, et d'autres éléments nébuleux, Ducellier pense lui aussi que cette opération s'est inscrite dans le cadre de l'opération Fortitude. Cette attaque sur la prison d'Amiens aurait servi à faire croire au contre-espionnage allemand que, parmi les personnes emprisonnées à Amiens, se trouvaient des résistants dont les Allemands n'avaient pas soupçonné l'importance, et que ces personnes étaient dans la connaissance d'un débarquement à venir sur les plages du Pas-de-Calais, département dont la limite sud est située à une trentaine de kilomètres au nord d’Amiens.
En 2017, l'ancien résistant François Raveau - et ami de Dominique Ponchardier - indique dans son livre autobiographique d'entretiens avec Michel Mollard Je suis le chat qui va tout seul... qu'un ancien officier britannique a avoué plus de cinquante ans après le raid - à l'occasion de l'ouverture imminente d'archives britanniques - à l'un des survivants que le réseau de résistance français dont l'existence en 1944 était alors inconnue des allemands nazis avait effectivement été livré comme appât au service de contre-espionnage nazi[pas clair]. Il remet ainsi en cause le récit fait par le colonel Rémy, soulignant que ce sont les Britanniques qui ont commandité l'attaque de la prison par les résistants français[pas clair], et non l'inverse.

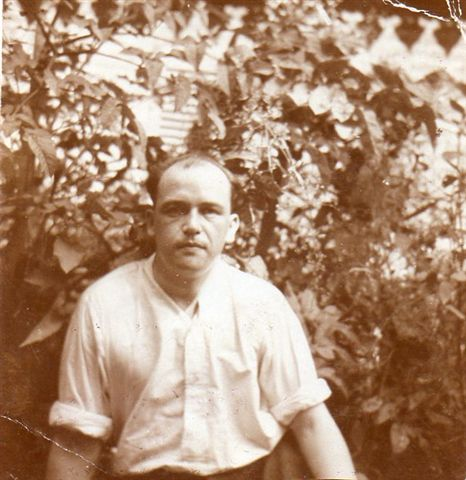
Robert Beaumont, tué pendant l'opération Jéricho.
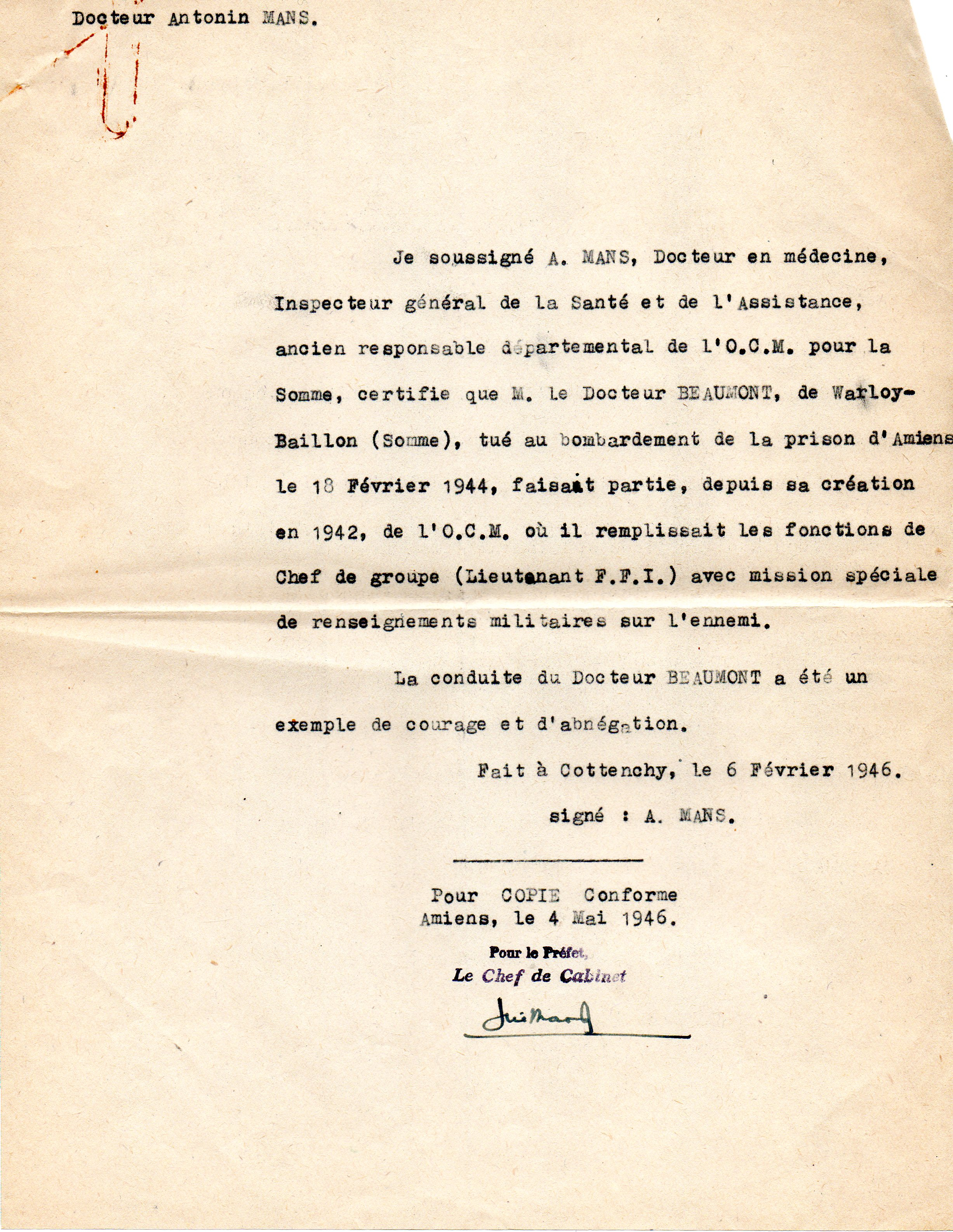
Lettre du docteur Mans à la mémoire de Robert Beaumont.

## Filmographie et jeux vidéo
- Jéricho, film d'Henri Calef, 1946.
- Heroes over Europe, jeu vidéo de 2009 sur  PC, Xbox 360 et PS3. Une mission lui est consacrée.